# 유혜 (한회애후)
유혜(劉慧, ? ~ 기원전 88년)는 전한 중기의 제후로, 조경숙왕의 손자이다.

## 행적
아버지 유인의 뒤를 이어 한회후(邯會侯)에 봉해졌다.
후원 원년(기원전 88년)에 죽으니 시호를 애(哀)라 하였고, 작위는 아들 유하가 이었다.

## 출전
- 반고, 《한서》 권15상 왕자후표 上

| 선대 아버지 한회연후 유인 | 전한의 한회후 ? ~ 기원전 88년 | 후대 아들 한회근후 유하 |